# Химис-Гомпа
Химис-Гомпа (англ. Hemis Gompa) — тибетский буддийский монастырь (гомпа) школы Друкпа Кагью, расположен в Химисе, Ладакх, в 45 км от Леха. Монастырь был заново отстроен в 1672 ладакхским царём Сэнге Намгьял. В начале июня в монастыре проводят праздник в честь Падмасамбхавы.

## История

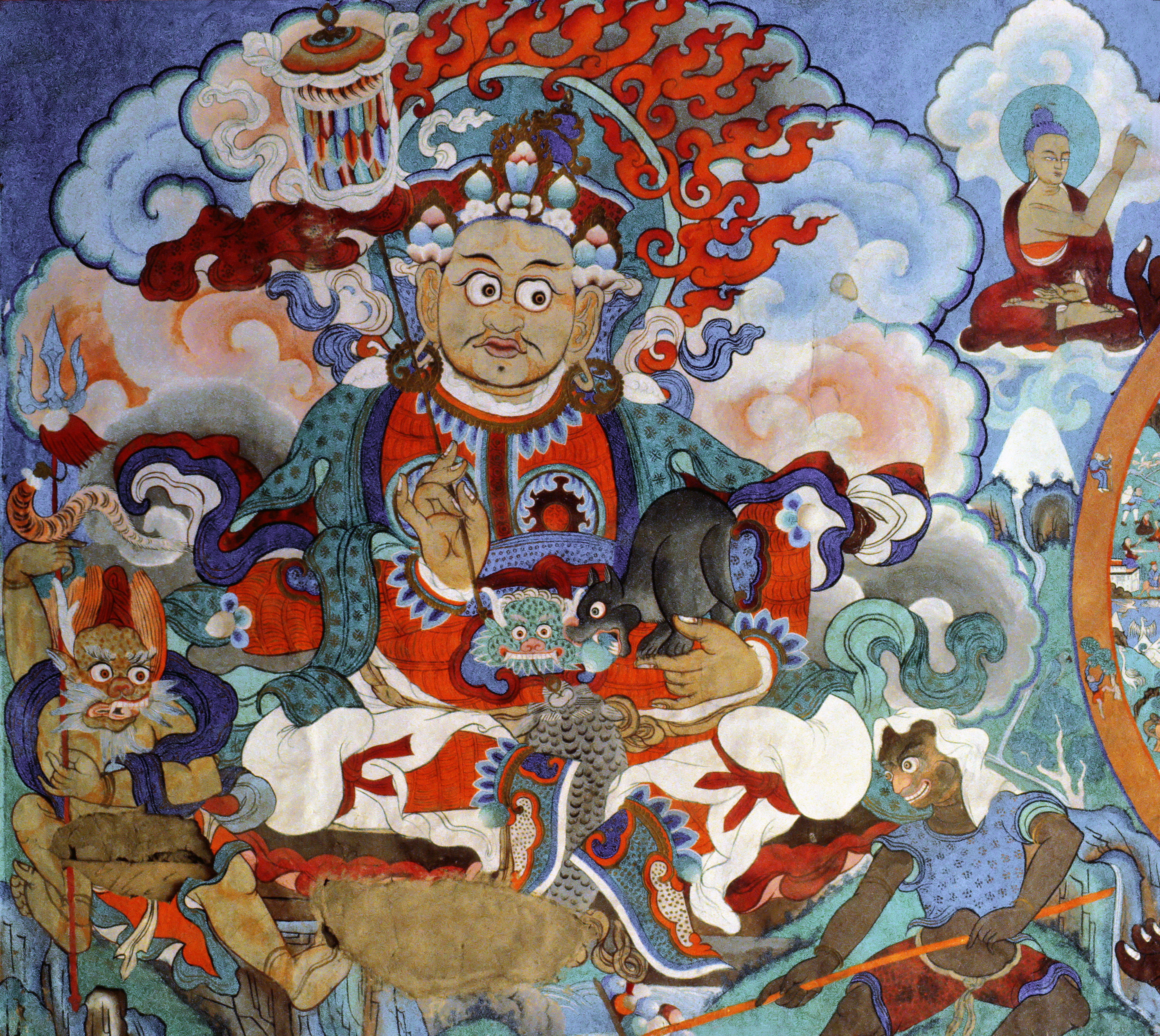
Фреска на стене монастыря

Монастырь существовал уже в XI веке. Наропа, ученик Тилопы и учитель Марпы был связан с этим монастырём. Перевод жития Наропы был найден в этом монастыре. Позже его перевёл Альберт Грюнведель (Nӑro und Tilo: Festschrift Ernst Kuhn, München 1916).
В этом манускрипте Наропа (или Наро) встречает «синего» (IAST: nila: тёмно-синий или чёрный) Тилопу (или Тило). Тилопа — величайший тантрический мастер — даёт Наропе 12 «великих» и 12 «малых» задач для проявления пустоты и иллюзорности всех вещей. Наропа назван «настоятелем Наланды», университета-монастыря в сегодняшнем Бихаре, Индия, который процветал до вторжения мусульман. Возможно, войны в северной Индии побудили Наропу отправиться в Ладакх. Тилопа и Наропа встретились в Хемисе и отправились в ныне исчезнувшие царство Магхада, называемое Отантра, его сейчас отождествляют с Одантапури (Бихар). Таким образом, Наропа дал начало школе кагью, а Хемис стал местом зарождения этой школы.
В 1894 году российский писатель Николай Нотович заявил, что обнаружил в Хемисе потерянное Евангелие, так называемое «Жизнь Святого Иссы, Лучшего из Сынов Человеческих», в котором говорилось о его путешествии в Индию до начала его проповеди среди евреев. Нотович сообщал, что Евангелие якобы было им воссоздано из разрозненных свитков монастырской библиотеки, а в его труде ему помогали ламы монастыря. Впоследствии монахи отрицали существование подобной книги, впрочем, Нотович в переписке с Максом Мюллером упоминал о том, что у них своеобразный взгляд на это дело.
Настоящий настоятель Хемиса — Его Святейшество Гьялванг Друкпа XII, духовный лидер Друкпа Кагью.

## Праздники в Хемис
Фестиваль Хемис посвящён Падмасамбхаве (Гуру Римпоче), во время танцевальной церемонии монахи отождествляют себя с просветлёнными существами. Считается, что Гуру родился на 10-й день пятого месяца года обезьяны, как и предсказывал Будда Шакьямуни. Считается также, что он жил и живёт, чтобы возрос духовный уровень всех живущих. И поэтому в этот день, который бывает раз в 12-летнем цикле, Хемис отмечает его рождение. Соблюдение этих священных ритуалов, как полагают, дает духовную силу и хорошее здоровье. Фестиваль в Хемисе происходит в прямоугольном дворе перед главным входом в монастырь. Пространство широкое и открытое, его создают две квадратные платформы высотой в метр со священным возвышением в центре. Там же находится алтарь с подношениями — чашками святой воды, сырой рис, торма из теста и сливочного масла и ароматические палочки. Музыканты играют традиционную музыку с четырьмя парами тарелок, большими барабанами, трубами малого и большого размера, духовыми инструментами. Рядом с ними небольшое пространство предназначено для сидящих лам.
Церемония начинается на крыше Гомпы, где под пение монахов и ударов гонгов помещают изображение «Дадмокарпо» или «Ригьялсрай Римпоче», на которое молятся.
Самой экзотической считается церемония Цам — танцы в масках, это не только танец, но и тантрическая церемония.